# کاراچف
شهر کاراچف (به روسی: Карачев) در کشور روسیه و در اوبلاست بریانسک واقع شده‌است.